# David XII de Kartli i Kakhètia
David Bagration, dit David XII de Geòrgia (Tbilisi, 1 de juliol de 1767 - Sant Petersburg, 13 de maig de 1819) fou un Príncep georgià i cap de la casa reial de Kartli i Kakhètia.
Era el fill gran de Jordi XII de Kartli i Kakhètia i de la reina Kéthévane Andronicatxvili. Va ser confirmat com a hereu pel Tsar Pau I de Rússia el 18 d'abril de 1799. Va succeir al seu pare el 1800 però no va ser confirmat. El 1801 els russos annexaren el país. Traslladat a Sant Petersburg amb escorta militar russa el 18 de febrer de 1803, va obtenir diversos graus a l'exèrcit rus. Casat amb Hélène Abamelik (+ 1770) filla única del príncep Svimon (Agou) Abamelik. No van tenir fills.
Va morir a Sant Petersburg el 13 de maig de 1819. El seu germà Ioani (Kniaz Ivan Guiórguievitx Gruzinski, nascut a Tbilisi el 8 de juny de 1768) el va succeir com a cap de la casa reial, fins que va morir a Sant Petersburg el 15 de febrer de 1839.